# Fédération régionale des coopératives agricoles de La Réunion
La Fédération régionale des coopératives agricoles de La Réunion, ou FRCA, est un syndicat professionnel de l'île de La Réunion, département d'outre-mer français dans le sud-ouest de l'océan Indien. Créée en 1979, elle regroupe l'ensemble des coopératives agricoles, des sociétés d'intérêt collectif agricole, des coopératives d'utilisation de matériel agricole et des unions liées à l'agriculture à La Réunion, ce qui représente plus de soixante structures. Son siège est situé à Saint-Pierre.

## Coopératives membres
- Coopérative agricole des huiles essentielles de Bourbon.
- Sicalait.
- Sicarevia
- Urcoopa.
- Coopérative des Producteurs de Porc de la Réunion (CPPR)
- Coopérative des Producteurs Caprins de la Réunion (CPCR)
- Coopérative des Producteurs de Lapins de La Réunion (CPLR)
- Société Coopérative des Aviculteurs de La Réunion  (Avi-pole)
- Couvée d'Or
- OVOCOOP
- SICA Les fermiers du Sud

## Annexe